# Frank Shuman
Frank Shuman (Brooklyn, Nova York, 23 janeiro 1862 – Tacony, Filadélfia, 28 de abril de 1918) foi um engenheiro e inventor que atuou no desenvolvimento de tecnologias de energia solar.
Entre 1912 e 1913, Frank Shuman construiu em Maadi, Egito, o que pode ser considerada a primeira usina solar. As instalações foram destruídas durante a Primeira Guerra Mundial.

## Patentes
| Número    | Data de arquivamento    | Data de emissão        | Descrição                                                      |
| --------- | ----------------------- | ---------------------- | -------------------------------------------------------------- |
| D37803    | 18 de dezembro de 1905  | 30 de janeiro de 1906  | Design para chapa de vidro                                     |
| D43349    | 19 de agosto de 1910    | 17 de dezembro de 1912 | Design para chapa de vidro                                     |
| 483020    | 6 de julho de 1892      | 20 de setembro de 1892 | Processo de Incorporação de Rede de Arame em Vidro             |
| 483021    | 6 de julho de 1892      | 20 de setembro de 1892 | Máquina para Embutir Rede de Arame em Vidro                    |
| 510716    | 22 de setembro de 1893  | 12 de dezembro de 1893 | Máquina para Embutir Arame em Vidro                            |
| 510822    | 29 de dezembro de 1892  | 12 de dezembro de 1893 | Processo de Fabricação de Fio-Vidro                            |
| 510823    | 29 de dezembro de 1892  | 12 de dezembro de 1893 | Máquina para fabricação de arame de vidro                      |
| 531874    | 5 de julho de 1894      | 1º de janeiro de 1895  | Processo de corte de vidro embutido com fio                    |
| 542539    | 14 de novembro de 1894  | 9 de julho de 1895     | Aparelho para remover obstruções de trilhos de carros          |
| 545826    | 3 de maio de 1894       | 3 de setembro de 1895  | Concha para Copo                                               |
| 546196    | 28 de maio de 1894      | 10 de setembro de 1895 | Aparelho para embutir fio em vidro                             |
| 561920    | 14 de novembro de 1892  | 9 de junho de 1896     | Máquina para Embutir Arame em Vidro                            |
| 574458    | 23 de novembro de 1893  | 5 de janeiro de 1897   | Máquina para Embutir Arame em Vidro                            |
| 593440    | 17 de setembro de 1896  | 9 de novembro de 1897  | Processo de Tratamento de Estruturas Metálicas                 |
| 605754    | 20 de janeiro de 1896   | 14 de junho de 1898    | Processo e Máquina para Embutir Arame em Vidro                 |
| 647334    | 21 de julho de 1897     | 10 de abril de 1900    | Processo de fabricação de rolos                                |
| 661649b _ | 21 de julho de 1900     | 13 de novembro de 1900 | Máquina de Mercerização                                        |
| 670438 a  | 20 de setembro de 1900  | 26 de março de 1901    | Máquina para Moldar Vidro                                      |
| 671240    | 13 de outubro de 1900   | 2 de abril de 1901     | Processo de Extinção de Incêndios                              |
| 673067    | 20 de setembro de 1900  | 30 de abril de 1901    | Máquina de Mercerização                                        |
| 727004 a  | 14 de junho de 1902     | 5 de maio de 1903      | Arame Malhado para Fabricação de Arames de Vidro               |
| 727005 a  | 14 de junho de 1902     | 5 de maio de 1903      | Fabricação de Arames de Vidro                                  |
| 727006 a  | 14 de junho de 1902     | 5 de maio de 1903      | Método de fabricação de arame de vidro                         |
| 727007 a  | 14 de junho de 1902     | 5 de maio de 1903      | Processo de Fabricação de Fio-Vidro                            |
| 733286    | 13 de janeiro de 1903   | 7 de julho de 1903     | Pilha Removível para Formação de Estacas de Concreto           |
| 733287    | 23 de abril de 1903     | 7 de julho de 1903     | Processo de fabricação de pilhas de concreto                   |
| 733288    | 13 de janeiro de 1903   | 7 de julho de 1903     | Pilha Removível para Formação de Estacas de Concreto           |
| 733335    | 4 de junho de 1903      | 7 de julho de 1903     | Processo de Formação de Aberturas no Solo                      |
| 733336    | 23 de abril de 1903     | 7 de julho de 1903     | Processo de Formação de Estacas de Concreto                    |
| 733337    | 23 de abril de 1903     | 7 de julho de 1903     | Processo de Formação de Estacas de Concreto                    |
| 735680    | 23 de abril de 1903     | 4 de agosto de 1903    | Processo de fabricação de pilhas de concreto                   |
| 739268    | 8 de junho de 1903      | 15 de setembro de 1903 | Processo de fabricação de pilhas de concreto                   |
| 752003    | 23 de abril de 1903     | 9 de fevereiro de 1904 | Processo de Formação de Estacas de Concreto                    |
| 756805    | 13 de janeiro de 1903   | 5 de abril de 1904     | Pilha Removível para Formação de Estacas de Concreto           |
| 763212    | 5 de fevereiro de 1904  | 21 de junho de 1904    | Pilha Preparatória para Uso na Formação de Estacas de Concreto |
| 763213    | 25 de fevereiro de 1904 | 21 de junho de 1904    | Método de Formação de Estacas de Concreto                      |
| 786058    | 7 de abril de 1904      | 28 de março de 1905    | Processo de Fabricação de Fio-Vidro                            |
| 792172 a  | 20 de março de 1905     | 13 de junho de 1905    | Processo de fabricação de arame de vidro                       |
| 805936    | 9 de janeiro de 1905    | 28 de novembro de 1905 | Estacas de concreto e método para fazer o mesmo                |
| 806755    | 21 de abril de 1904     | 5 de dezembro de 1905  | Pilha para cais ou invólucros de cais                          |
| 806587    | 21 de abril de 1904     | 5 de dezembro de 1905  | Cais e Revestimento do Cais                                    |
| 817595    | 21 de abril de 1904     | 18 de setembro de 1906 | Colocando Pilhas de Concreto                                   |
| 831481    | 26 de julho de 1905     | 10 de abril de 1906    | Construindo Pilhas                                             |
| 875857    | 14 de junho de 1902     | 7 de janeiro de 1908   | Método de Fabricação de Arames de Vidro                        |
| 876307    | 14 de junho de 1902     | 7 de janeiro de 1908   | Método de Fabricação de Arames de Vidro                        |
| 889341    | 20 de julho de 1897     | 2 de junho de 1908     | Rolo e processo para fazer o mesmo                             |
| 898517    | 31 de maio de 1906      | 15 de setembro de 1908 | Pilha de Concreto e o Processo de Construção da Mesma          |
| 899339b _ | 22 de dezembro de 1905  | 22 de setembro de 1908 | Extraindo Graxa e Sais de Potássio da Lã                       |
| 899440b _ | 29 de dezembro de 1905  | 22 de setembro de 1908 | Aparelho para extrair graxa e sais de potássio da lã           |
| 905469 a  | 20 de março de 1905     | 1º de dezembro de 1908 | Estrutura de arame de vidro                                    |
| 957477    | 20 de março de 1905     | 10 de maio de 1910     | Método e Meios de Recozimento do Vidro                         |
| 979579    | 18 de março de 1907     | 27 de dezembro de 1910 | Utilizando o calor residual dos compressores                   |
| 992814    | 1º de maio de 1907      | 23 de maio de 1911     | Utilizando Calor Residual de Destilação                        |
| 1002768   | 20 de julho de 1907     | 5 de setembro de 1911  | Utilizando o calor para o desenvolvimento de energia           |
| 1014418   | 13 de dezembro de 1907  | 9 de janeiro de 1912   | Processo para utilização de calor residual de destilação       |
| 1156186   | 7 de março de 1906      | 12 de outubro de 1915  | Método de fabricação de pilhas compostas                       |
| 1167944   | 20 de julho de 1909     | 11 de janeiro de 1916  | Método e Meios de Fusão de Metais                              |
| 1200893   | 9 de janeiro de 1914    | 10 de outubro de 1916  | Motor a vapor                                                  |
| 1218219   | 9 de março de 1910      | 6 de março de 1917     | Motor a vapor                                                  |
| 1240890 c | 30 de setembro de 1912  | 25 de setembro de 1917 | Caldeira de Sol                                                |
| 1258482   | 2 de outubro de 1915    | 5 de março de 1918     | Forma de pilha e método de condução da mesma                   |
| 1281860   | 2 de outubro de 1915    | 15 de outubro de 1918  | Aparelho para formação de estacas                              |
| 1310253   | 25 de fevereiro de 1916 | 15 de julho de 1919    | Submarino e Método de Operação do Mesmo                        |
| 1420345   | 23 de março de 1916     | 20 de junho de 1922    | Sinal de perigo                                                |

a com Arno Shuman
b com Constantino Shuman
c com Charles Vernon Boys

Fonte: